# 로펌
로펌(Law Firm)은 다수의 변호사들이 회사 형태로 만들어 운영하는 전문 변호사 법률 사무소이다.
미국의 대형 법률 사무소를 이르는 데서 비롯됐으며 대한민국에서는 독자적 유형의 법률 사무소가 아닌, 미국의 대형 법률 회사 형태를 본뜬 대형 합동 법률 사무소 또는 대형 법무 법인을 이르는 용어로 사용되고 있다.
변호사들이 전문 분야별로 나뉘어 조직적으로 법률 서비스를 제공하며, 국제 통상 증권ㆍ금융ㆍ특허ㆍM&Aㆍ신규 사업 같은 기업 활동 전반에 참여하는 법률 컨설팅이 주 업무이다. 단 한 번의 사전 의뢰로 고객이 추구하는 바를 완벽하게 처리하는 원스톱 법률 서비스를 추구하고 있다.
대한민국의 독자적 유형의 법률 사무소로는 변호사 개인이 운영하는 "변호사 단독 법률 사무소", 3명 또는 5명 이상의 변호사가 법무부로부터 공증 업무에 관한 인가를 얻어 운영하는 "공증 인가 합동 법률 사무소", 5명 이상의 변호사가 법률 사무를 취급하는 법인을 구성한 법무법인이 있다.

## 대중 문화
수많은 텔레비전 프로그램, 영화, 책은 가공의 로펌에서 발생하는 관계를 기술한다.

## 관련 문헌
- 법률 시장의 미국화[깨진 링크(과거 내용 찾기)]
- 김진원, 『로펌』, 서울: 뜨인돌, 1999.
- 대법원, 『법조인 양성, 그 새로운 접근: 공개 토론회 (2003.7.25) 결과 보고서』, 2003.
- 문재완, “법의 세계화와 영미 로펌의 세계 지배: 독일 사례를 중심으로”,
- 서울대학교 법학 제43권 제4호 (2003),
- 한상희, “‘변호사 적정수’의 아젠다”. 「법과 사회」, 2004.
- 황승흠, “변호사 직무의 성격과 법률 서비스 전달 체계의 개선 방향,” 「법과 사회」, 2004.
- 윤상일, 보이지 않는 제국, 지상사, 2008. (ISBN 978-89-90994-73-8)

## 같이 보기
- 대한민국의 로펌
- 세계의 로펌